# ألكسندر أستير
ألكسندر أستير (بالفرنسية: Alexandre Astier)‏ هو كاتب مسرحي وكاتب قصص مصورة وكاتب سيناريو وملحن ومخرج وممثل فرنسي، ولد في 16 يونيو 1974 في فرنسا.

## وصلات خارجية
- ألكسندر أستير على موقع IMDb (الإنجليزية)
- ألكسندر أستير على موقع ألو سيني (الفرنسية)
- ألكسندر أستير على موقع ميوزك برينز (الإنجليزية)
- ألكسندر أستير على موقع أول موفي (الإنجليزية)
- ألكسندر أستير على موقع قاعدة بيانات الأفلام السويدية (السويدية)
- ألكسندر أستير على موقع ديسكوغز (الإنجليزية)
- ألكسندر أستير على موقع قاعدة بيانات الفيلم (الإنجليزية)
- ألكسندر أستير على موقع كينوبويسك (الروسية)